# 碧绿河水库
碧绿河水库是中国湖北省黄冈市麻城市境内的一座水库，位于举水支流阎家河上游，建于1976年。水库正常库容为3000万立方米，集雨面积为108平方千米，海拔为135米。